# Adam Rusek
Adam Rusek (ur. 1953) – polski socjolog, historyk komiksu.

## Życiorys
W 1977 ukończył studia w Instytucie Socjologii Uniwersytetu Warszawskiego. Po studiach rozpoczął pracę w Polskiej Bibliotece Narodowej, gdzie zajmował się badaniem zawodu bibliotekarskiego. Po znudzeniu się tym tematem, Rusek zainteresował się kwestią historii polskiego komiksu pod wpływem konferencji naukowej dotyczącej kultury masowej. Od 1979 związany z Zakładem (następnie Pracownią) Bibliotekoznawstwa Instytutu Książki i Czytelnictwa Biblioteki Narodowej. W 2010 w Instytucie Stosowanych Nauk Społecznych Uniwersytetu Warszawskiego uzyskał stopień doktora nauk humanistycznych na podstawie rozprawy pt. Od rozrywki do ideowego zaangażowania. Komiksowa rzeczywistość w Polsce w latach 1939-1955. Do 2018 pracował w Zakładzie Rękopisów Biblioteki Narodowej, gdzie zajmował się między innymi tworzeniem Archiwum Polskiego Jazzu.
Od 2013 redaguje serię komiksową Dawny komiks polski. Jego teksty publikował między innymi Rocznik Biblioteki Narodowej, czasopismo Więź, Jazz Forum i Zeszyty Komiksowe. Jest członkiem rady naukowej tego ostatniego. Zasiadał w jury w konkursach komiksowych organizowanych przez Międzynarodowy Festiwal Komiksu i Gier w Łodzi i Interkomix.

## Wybrane publikacje
- Tarzan, Matołek i inni. Cykliczne historyjki obrazkowe w Polsce w latach 1919-1939, Biblioteka Narodowa, Warszawa 2001, ISBN 83-7009-315-9
- Leksykon polskich bohaterów i serii komiksowych, Biblioteka Narodowa, Warszawa 2007, ISBN 978-83-7009-423-2
- Od rozrywki do ideowego zaangażowania. Komiksowa rzeczywistość w Polsce w latach 1939 – 1955, Biblioteka Narodowa, Warszawa 2011, ISBN 978-83-7009-769-1

## Filmografia
- 2011 – W ostatniej chwili. O komiksie w PRL-u, reżyseria Mateusz Szlachtycz